# الف نون
الف نون (انگلیسی: Alf Nunn؛ 15 November 1899 – ۱۹۴۶ (۴۶−۴۷ سال)) بازیکن فوتبال بود.